# Chiesa di Shoghakat
La chiesa di Shoghakat (in armeno Շողակաթ եկեղեցի?) è una chiesa di Echmiadzin, in Armenia. Il termine "Shoghakat" significa "Effusione di Luce" ed è riferito al raggio di luce celeste che, secondo la tradizione, scese sulle martiri a cui la chiesa è dedicata. Fu costruita nel 1694 sulle rovine di una chiesa del VI o VII secolo dal principe Aghamal Sorotetsi, durante il periodo in cui il catholicos d'Armenia era Nahabed I. Nel 2000 è stata inclusa nella lista dei patrimoni dell'umanità UNESCO insieme alla cattedrale di Echmiadzin, al sito archeologico di Zvartnots ed alle chiese di Santa Gaiana e di Santa Ripsima.

## Storia e descrizione
La chiesa sorge sul luogo in cui avvenne il martirio di un gruppo di suore al seguito di Gaiana e Ripsima, poco prima della conversione dell'Armenia al cristianesimo (avvenuta nel 301). Nella sua "Storia degli armeni", risalente al V secolo, lo storiografo Agatangelo scrisse che la giovane e bella Ripsima (Hripsimé) era una suora di Roma costretta con la forza a sposare l'imperatore Diocleziano. Per evitare che il matrimonio avesse luogo, lei, la sua badessa Gaiana ed altre suore fuggirono dal monastero di Edessa e si rifugiarono in Armenia. Qui il re pagano Tiridate III ricevette una lettera da parte dell'imperatore romano in cui quest'ultimo descriveva la bellezza di Ripsima. Dopo aver scoperto il luogo in cui le donne si nascondevano, Tiridate III si innamorò di Ripsima prima e di Gaiana poi. A seguito del rifiuto oppostogli dalle due suore, Tiridate decise di farle torturare ed uccidere. Sul luogo in cui trovò la morte Ripsima sorge la chiesa a lei dedicata, così come sul luogo in cui fu martirizzata Gaiana fu costruita l'omonima chiesa. Dove vennero uccise le loro 38 compagne venne invece costruita la chiesa di Shoghakat. Poco dopo la morte delle martiri cristiane il re Tiridate III si convertì grazie a San Gregorio l'Illuminatore e fece dell'Armenia il primo regno cristiano della storia.
Sul sito in cui sorge l'attuale chiesa era in precedenza presente una chiesa del VI o VII secolo. Si ritiene che l'attuale struttura poggi sulle fondamenta della prima chiesa, anche se, secondo alcune fonti, una seconda chiesa fu costruita nel XIII secolo sulle rovine di quella del VI secolo. Tuttavia, scavi archeologici condotti nell'area sud-occidentale dell'edificio hanno portato alla scoperta di una cappella risalente addirittura al IV secolo, segno che il luogo era già stato adibito al culto sin dagli albori della cristianizzazione del paese.

## Galleria d'immagini

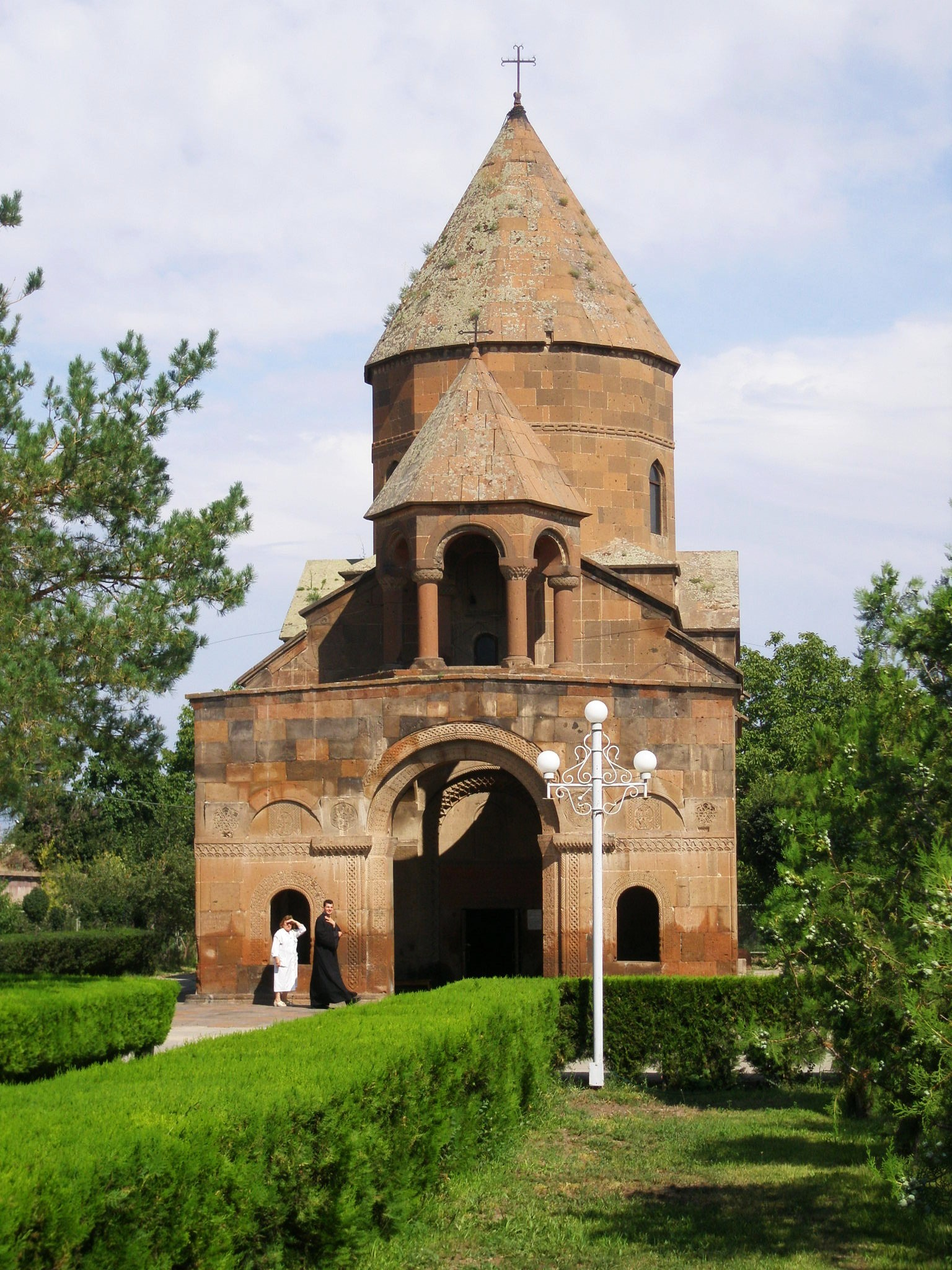
Veduta del campanile
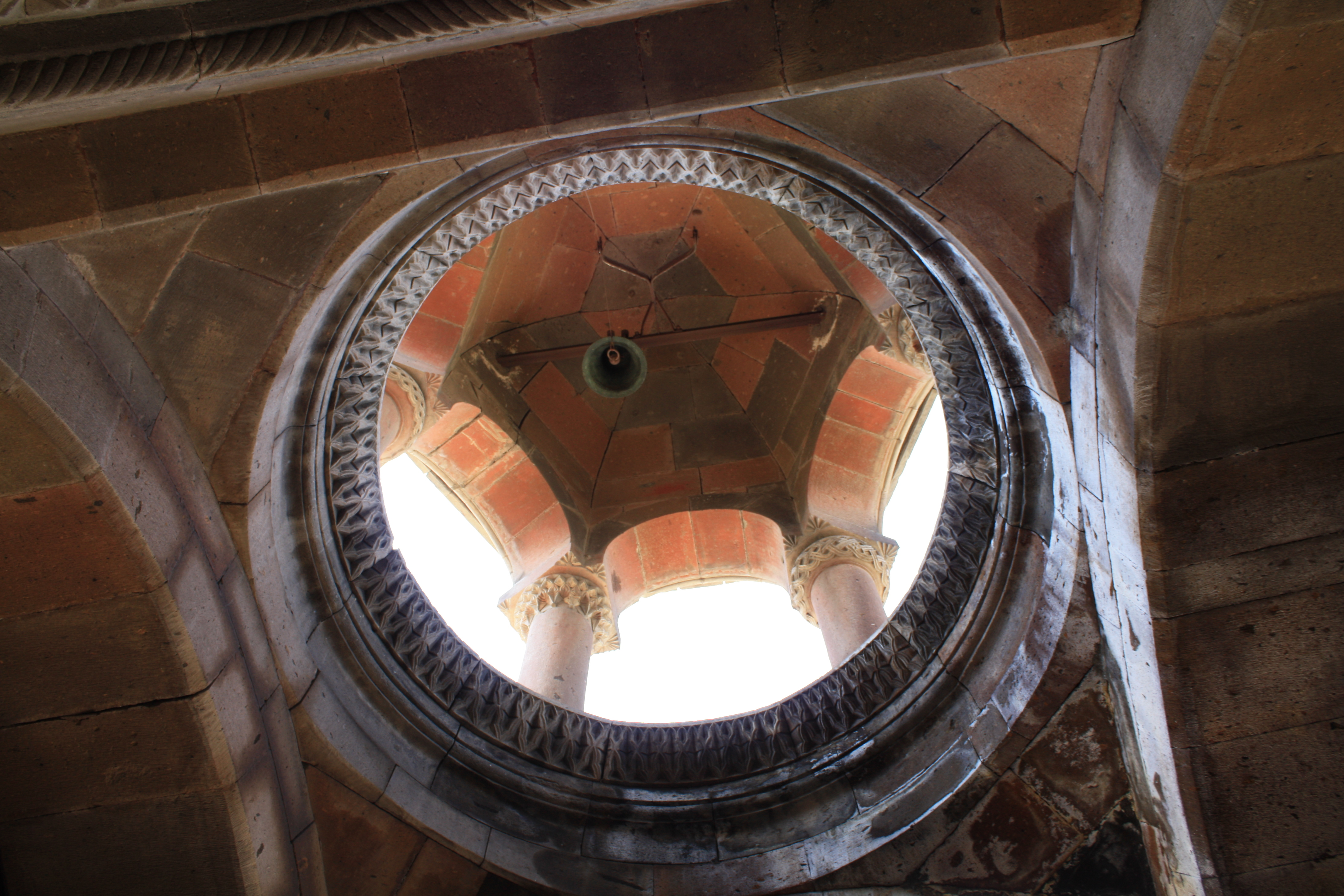
L'interno del campanile
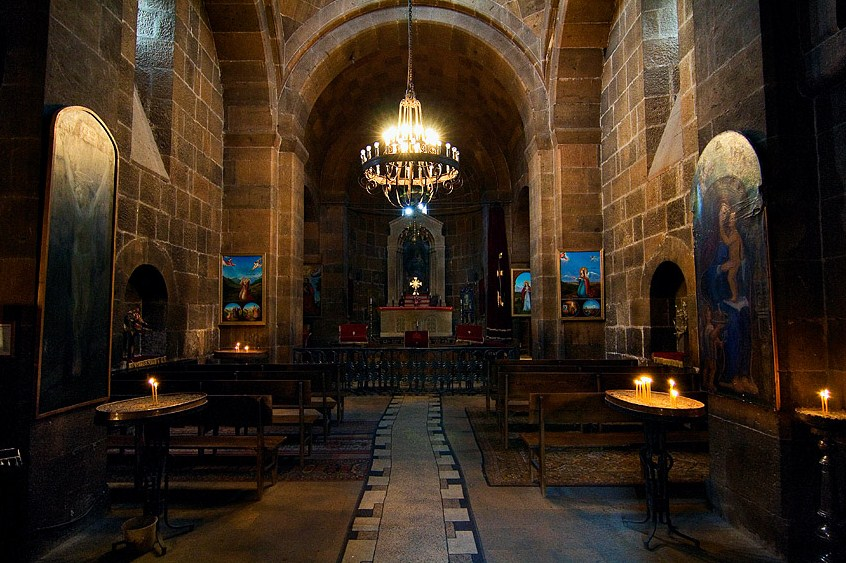
L'interno della chiesa